# لیگ قهرمانان آسیا ۲۴–۲۰۲۳
لیگ قهرمانان آسیا ۲۴–۲۰۲۳ چهل و دومین دورهٔ مسابقه‌های باشگاهی قهرمانی آسیا و بیست و یکمین دوره تحت عنوان لیگ قهرمانان آسیا است که توسط کنفدراسیون فوتبال آسیا (AFC) برگزار شد.
این فصل از لیگ قهرمانان آسیا نخستین فصلی بود که تقویم برگزاری آن بر پایه با تقویم فوتبالی نیمکرهٔ غربی زمین است و از پاییز تا بهار سال پسین برگزار شد. بنابراین در این سال، شمار بازیکنان نخستین تیم‌ها تا ۳۵ افزایش یافت و به شرط داشتن یک بازیکن آسیایی، می‌توانستند ۶ بازیکن خارجی در فهرست خود داشته باشد.
برنده مسابقات به‌طور خودکار برای لیگ قهرمانان نخبگان آسیا ۲۵–۲۰۲۴ واجد شرایط خواهد بود و در مرحله پلی آف مقدماتی شرکت می‌کنند، اگر قبلاً از طریق عملکرد داخلی خود واجد شرایط نشده باشند.
تیم العین امارات متحده عربی با غلبه بر تیم یوکوهاما مارینوس ژاپن در فینال مسابقات برای دومین بار قهرمان این دوره از رقابت‌ها شد و به مسابقات جام بین قاره‌ای فیفا ۲۰۲۴ و مسابقات جام باشگاه‌های جهان ۲۰۲۵ راه یافت.

## سهمیه فدراسیون‌ها
۴۷ فدراسیون عضو AFC بر اساس عملکرد باشگاه‌های خود در چهار سال گذشته در مسابقات AFC رتبه‌بندی می‌شوند (رتبه‌های جهانی تیم ملی آنها دیگر در نظر گرفته نشده‌است).
سهمیه‌ها با توجه به قوانین با معیارهای زیر اختصاص می‌یابد:
- فدراسیون ها به دو منطقه تقسیم می‌شوند (ماده ۳٫۱):
  - منطقه غربی : شامل ۲۳ فدراسیون از فدراسیون فوتبال غرب آسیا (WAFF)، فدراسیون فوتبال جنوب آسیا (بجز بنگلادش و بوتان) (SAFF)، و فدراسیون فوتبال مرکز آسیا (CAFA).
  - منطقه شرقی : شامل ۲۳ فدراسیون از فدراسیون فوتبال ASEAN (AFF) و فدراسیون فوتبال آسیای شرقی (EAFF)و فدراسیون فوتبال جنوب آسیا (تنها بنگلادش و بوتان) (CAFA) است.
- AFC ممکن است یک یا چند فدراسیون را به منطقه دیگری در صورت لزوم به دلایل ورزشی تغییر دهد.
  - در هر منطقه چه شرق و چه غرب آسیا، پنج گروه در مرحله گروهی وجود دارد، از جمله ۱۶ سهمیه مستقیم، با ۴ سهمیه باقی مانده از طریق بازی‌های مقدماتی و پلی آف پر شده‌است که در نهایت شامل ۵ گروه ۴ تیمی در هر منطقه و در مجموع ۱۰ گروه ۴ تیمی در کل قاره خواهد بود. (ماده ۳٫۲)
    - سهمیه‌های موجود در هر منطقه به شرح زیر توزیع می‌شوند:[۵][۶]
      - فدراسیون‌ها در رده ۱ و ۲ هر یک، سه سهمیه مستقیم و یک سهمیه مقدماتی دارند.
      - فدراسیون‌ها در رده ۳ و ۴ هر یک، دو سهمیه مستقیم و یک سهمیه مقدماتی دارند.
      - فدراسیون‌ها در رده ۵ و ۶ هر یک، یک سهمیه مستقیم و یک سهمیه مقدماتی دارند.
      - فدراسیون‌ها در رده ۷ تا ۲۳ هر یک، یک سهمیه مقدماتی دارند.
      - فدراسیون ها در رده یازدهم و دوازدهم قرار دارند هر یک از آنها یک شکاف پلی آف اختصاص داده شده‌اند.

### رده‌بندی فدراسیون‌ها
برای لیگ قهرمانان آسیا ۲۴–۲۰۲۳، فدراسیون‌ها بر اساس رده‌بندی مسابقات باشگاه‌های ای‌اف‌سی که در ۲۴ نوامبر ۲۰۲۱ برگزار شد، جایگاه‌هایی را به آنها اختصاص می‌دهند، که عملکرد آنها در لیگ قهرمانان آسیا و جام ملت‌های آسیا در فاصله سال‌های ۲۰۱۸ تا ۲۰۲۱ و لیگ داخلی آنها را در نظر می‌گیرد.
| شرکت در لیگ قهرمانان آسیا ۲۰۲۲ | شرکت در لیگ قهرمانان آسیا ۲۰۲۲ |
| ------------------------------ | ------------------------------ |
|                                | شرکت می‌کند                     |
|                                | شرکت نمی‌کند                    |

| ۱     | ۱     | عربستان سعودی             | ۱۰۰٫۰۰۰                   | ۳  | ۱             |
| ۲     | ۴     | ایران                     | ۷۷٫۷۹۲                    | ۳  | ۱             |
| ۳     | ۵     | قطر                       | ۷۵٫۱۳۱                    | ۲  | ۲             |
| ۴     | ۶     | ازبکستان                  | ۶۴٫۷۱۲                    | ۲  | ۲             |
| ۵     | ۸     | امارات متحدهٔ عربی         | ۵۲٫۵۸۸                    | ۱  | ۲             |
| ۶     | ۱۰    | اردن                      | ۴۶٫۱۳۱                    | ۱  | ۱             |
| ۷     | ۱۲    | تاجیکستان                 | ۳۷٫۳۲۳                    | ۱  | ۰             |
| ۸     | ۱۳    | عراق                      | ۳۵٫۲۲۳                    | ۱  | ۰             |
| ۹     | ۱۶    | ترکمنستان                 | ۲۷٫۸۷۱                    | ۱  | ۰             |
| ۱۰    | ۱۷    | هند                       | ۲۵٫۲۹۰                    | ۱  | ۰             |
| ۱۱    | ۱۸    | لبنان                     | ۲۳٫۶۱۸                    | ۰  | ۰             |
| ۱۲    | ۲۱    | بنگلادش                   | ۱۹٫۴۵۲                    | ۰  | ۱             |
| ۱۳    | ۳۴    | عمان                      | ۵٫۲۶۴                     | ۰  | ۰ (+۱ ای‌اف‌سی) |
| مجموع | مجموع | فدراسیون‌های شرکت‌کننده: ۱۳ | فدراسیون‌های شرکت‌کننده: ۱۳ | ۱۶ | ۱۲            |
| مجموع | مجموع | فدراسیون‌های شرکت‌کننده: ۱۳ | فدراسیون‌های شرکت‌کننده: ۱۳ | ۲۸ |               |

| ۱     | ۲     | کرهٔ جنوبی                 | ۹۵٫۴۶۲                    | ۳  | ۱  |
| ۲     | ۳     | ژاپن                      | ۹۳٫۴۱۲                    | ۳  | ۱  |
| ۳     | ۷     | چین                       | ۵۹٫۹۴۸                    | ۲  | ۲  |
| ۴     | ۹     | تایلند                    | ۵۱٫۹۲۰                    | ۲  | ۲  |
| ۵     | ۱۱    | هنگ کنگ                   | ۴۰٫۹۲۵                    | ۱  | ۲  |
| ۶     | ۱۴    | ویتنام                    | ۳۴٫۹۳۷                    | ۱  | ۱  |
| ۷     | ۱۵    | کرهٔ شمالی                 | ۳۲٫۲۸۶                    | ۰  | ۰  |
| ۸     | ۱۹    | فیلیپین                   | ۲۳٫۰۸۰                    | ۱  | ۰  |
| ۹     | ۲۰    | مالزی                     | ۲۱٫۰۸۷                    | ۱  | ۰  |
| ۱۰    | ۲۳    | استرالیا                  | ۱۷٫۲۷۷                    | ۱  | ۰  |
| ۱۱    | ۲۴    | سنگاپور                   | ۱۷٫۰۱۶                    | ۱  | ۰  |
| ۱۲    | ۲۶    | اندونزی                   | ۱۵٫۹۶۰                    | ۰  | ۱  |
| مجموع | مجموع | فدراسیون‌های شرکت‌کننده: ۱۱ | فدراسیون‌های شرکت‌کننده: ۱۱ | ۱۶ | ۱۰ |
| مجموع | مجموع | فدراسیون‌های شرکت‌کننده: ۱۱ | فدراسیون‌های شرکت‌کننده: ۱۱ | ۲۶ |    |

## تیم‌ها
در جدول زیر، تعداد بازی‌ها و آخرین حضور فقط از زمان فصل ۰۳–۲۰۰۲ (از جمله مرحله مقدماتی)، زمانی که این رقابت‌ها به عنوان لیگ قهرمانان آسیا تغییر نام داده شد، تعداد حضور و آخرین حضور را در بر می‌گیرد.
| تیم             | روش احراز صلاحیت                                                                 | تعداد حضور (آخرین) |
| --------------- | -------------------------------------------------------------------------------- | ------------------ |
| الهلال          | قهرمان لیگ حرفه‌ای فوتبال عربستان ۲۲–۲۰۲۱ و قهرمان جام پادشاهی عربستان ۲۳–۲۰۲۲    | ۱۹ (۲۰۲۲)          |
| الاتحاد         | قهرمان لیگ حرفه‌ای فوتبال عربستان ۲۳–۲۰۲۲                                         | ۱۲ (۲۰۱۹)          |
| الفیحاء         | قهرمان جام پادشاهی عربستان ۲۲–۲۰۲۱                                               | ۱                  |
| پرسپولیس        | قهرمان لیگ برتر فوتبال ایران ۰۲–۱۴۰۱ قهرمان جام حذفی فوتبال ایران ۰۲–۱۴۰۱ قهرمان | ۱۱ (۲۰۲۱)          |
| نساجی مازندران  | قهرمان جام حذفی فوتبال ایران ۰۱–۱۴۰۰                                             | ۱                  |
| سپاهان          | نایب‌قهرمان لیگ برتر فوتبال ایران ۰۲–۱۴۰۱                                         | ۱۴ (۲۰۲۲)          |
| السد            | قهرمان لیگ ستارگان قطر ۲۲–۲۰۲۱                                                   | ۱۸ (۲۰۲۲)          |
| الدحیل          | قهرمان لیگ ستارگان قطر ۲۳–۲۰۲۲ و قهرمان جام امیر قطر ۲۰۲۲                        | ۱۲ (۲۰۲۲)          |
| پاختاکور تاشکند | قهرمان سوپرلیگ ازبکستان ۲۰۲۲                                                     | ۱۹ (۲۰۲۲)          |
| نسف قارشی       | قهرمان جام ازبکستان ۲۰۲۲ و مقام سوم سوپرلیگ ازبکستان ۲۰۲۲                        | ۸ (۲۰۲۲)           |
| العین           | لیگ حرفه‌ای امارات ۲۲–۲۰۲۱                                                        | ۱۳ (۲۰۲۱)          |
| الفیصلی         | قهرمان لیگ حرفه‌ای اردن ۲۰۲۲                                                      | ۴ (۲۰۲۰)           |
| استقلال دوشنبه  | قهرمان لیگ عالی تاجیکستان ۲۰۲۲ و قهرمان جام تاجیکستان ۲۰۲۲                       | ۵ (۲۰۲۲)           |
| نیروی هوایی     | نایب قهرمان لیگ برتر عراق ۲۳–۲۰۲۲ و قهرمان جام حذفی عراق ۲۳–۲۰۲۲                 | ۷ (۲۰۲۲)           |
| آخال            | قهرمان لیگ عالی ترکمنستان ۲۰۲۲ و قهرمان جام ترکمنستان ۲۰۲۲                       | ۲ (۲۰۲۲)           |
| مومبای سیتی     | برنده پلی‌آف اضافی بین قهرمان سوپرلیگ هند ۲۲–۲۰۲۱ و قهرمان سوپرلیگ هند ۲۳–۲۰۲۲    | ۲ (۲۰۲۲)           |

| تیم             | روش احراز صلاحیت                                                          | تعداد حضور (آخرین) |
| --------------- | ------------------------------------------------------------------------- | ------------------ |
| النصر           | نایب‌قهرمان لیگ حرفه‌ای فوتبال عربستان ۲۳–۲۰۲۲                              | ۳ (۲۰۲۱)           |
| تراکتور         | مقام چهارم لیگ برتر فوتبال ایران ۰۲–۱۴۰۱                                  | ۷ (۲۰۲۱)           |
| العربی          | نایب‌قهرمان لیگ ستارگان قطر ۲۳–۲۰۲۲ و قهرمان جام امیر قطر ۲۰۲۳             | ۲ (۲۰۱۲)           |
| الوکره          | مقام سوم لیگ ستارگان قطر ۲۲–۲۰۲۱                                          | ۱                  |
| نوبهار نمنگان   | نایب‌قهرمان سوپرلیگ ازبکستان ۲۰۲۲                                          | ۱                  |
| آلمالیق         | مقام چهارم سوپرلیگ ازبکستان ۲۰۲۲ [Note UZB]                               | ۳ (۲۰۲۱)           |
| شباب الاهلی     | قهرمان لیگ حرفه‌ای امارات ۲۳–۲۰۲۲                                          | ۱۱ (۲۰۲۲)          |
| الشارجه         | قهرمان جام رئیس دولت امارات ۲۲–۲۰۲۱ و قهرمان جام رئیس دولت امارات ۲۳–۲۰۲۲ | ۶ (۲۰۲۲)           |
| الوحدات         | قهرمان جام حذفی اردن ۲۰۲۲ و نایب‌قهرمان لیگ حرفه‌ای اردن ۲۰۲۲               | ۸ (۲۰۲۲)           |
| باشوندارا کینگز | قهرمان لیگ برتر بنگلادش ۲۲–۲۰۲۱                                           | ۱                  |
| السیب           | قهرمان ای‌اف‌سی کاپ ۲۰۲۲                                                    | ۱                  |

| تیم                   | روش احراز صلاحیت                                                                             | تعداد حضور (آخرین) |
| --------------------- | -------------------------------------------------------------------------------------------- | ------------------ |
| اولسان هیوندای        | قهرمان کی‌لیگ ۱ ۲۰۲۲                                                                          | ۱۱ (۲۰۲۲)          |
| چونبوک هیوندای موتورز | قهرمان جام حذفی کره‌جنوبی ۲۰۲۲ و نایب‌قهرمان کی‌لیگ ۱ ۲۰۲۲                                      | ۱۶ (۲۰۲۲)          |
| پوهانگ استیلرز        | مقام سوم کی‌لیگ ۱ ۲۰۲۲ [Note KOR]                                                             | ۹ (۲۰۲۱)           |
| یوکوهاما مارینوس      | قهرمان جی‌لیگ ۱ ۲۰۲۲                                                                          | ۶ (۲۰۲۲)           |
| ونتفورت کوفو          | قهرمان جام امپراتور ژاپن ۲۰۲۲                                                                | ۱                  |
| کاوازاکی فرونتال      | نایب‌قهرمان جی‌لیگ ۱ ۲۰۲۲                                                                      | ۹ (۲۰۲۲)           |
| ووهان تری تاونز       | قهرمان سوپرلیگ چین ۲۰۲۲                                                                      | ۱                  |
| شاندونگ تایشان        | قهرمان جام حذفی چین ۲۰۲۲ و نایب‌قهرمان سوپرلیگ چین ۲۰۲۲                                       | ۱۱ (۲۰۲۲)          |
| بوریرام یونایتد       | قهرمان لیگ برتر تایلند ۲۲–۲۰۲۱، ۲۳–۲۰۲۲ و قهرمان جام حذفی تایلند ۲۲–۲۰۲۱، ۲۳–۲۰۲۲ [Note THA] | ۱۱ (۲۰۲۲)          |
| بانکوک یونایتد        | نایب‌قهرمان لیگ برتر تایلند ۲۳–۲۰۲۲ [Note THA]                                                | ۴ (۲۰۱۹)           |
| کیتچی                 | قهرمان لیگ برتر هنگ‌کنگ ۲۳–۲۰۲۲ و قهرمان جام حذفی هنگ‌کنگ ۲۳–۲۰۲۲                              | ۸ (۲۰۲۲)           |
| هانوی                 | قهرمان وی‌لیگ ۱ ۲۰۲۲ و قهرمان جام ویتنام ۲۰۲۲                                                 | ۶ (۲۰۱۹)           |
| کایا ایلویلو          | قهرمان لیگ فوتبال فیلیپین ۲۳–۲۰۲۲                                                            | ۳ (۲۰۲۲)           |
| جوهر دارالتعظیم       | قهرمان سوپرلیگ مالزی ۲۰۲۲ و قهرمان جام حذفی مالزی ۲۰۲۲ و قهرمان مالزی کاپ ۲۰۲۲               | ۹ (۲۰۲۲)           |
| ملبورن سیتی           | نایب‌قهرمان ای-لیگ ۲۲–۲۰۲۱ و نایب‌قهرمان ای-لیگ ۲۳–۲۰۲۲ [Note AUS]                             | ۲ (۲۰۲۲)           |
| لیون سیتی سیلورز      | نایب‌قهرمان لیگ برتر سنگاپور ۲۰۲۲ [Note SIN]                                                  | ۴ (۲۰۲۲)           |

| تیم                 | روش احراز صلاحیت                                                                  | تعداد حضور (آخرین) |
| ------------------- | --------------------------------------------------------------------------------- | ------------------ |
| اینچئون یونایتد     | مقام چهارم کی‌لیگ ۱ ۲۰۲۲ [Note KOR]                                                | ۱                  |
| اوراوا رد دایموندز  | قهرمان لیگ قهرمانان آسیا ۲۰۲۲ [Note JPN]                                          | ۹ (۲۰۲۲)           |
| هانگژو گرین‌تاون     | مقام سوم سوپرلیگ چین ۲۰۲۲                                                         | ۲ (۲۰۱۱)           |
| شانگهای پورت        | مقام چهارم سوپرلیگ چین ۲۰۲۲                                                       | ۸ (۲۰۲۲)           |
| بی جی پاتوم یونایتد | نایب‌قهرمان لیگ برتر تایلند ۲۲–۲۰۲۱ [Note THA]                                     | ۴ (۲۰۲۲)           |
| پورت اف‌سی           | مقام سوم لیگ برتر تایلند ۲۳–۲۰۲۲ [Note THA]                                       | ۴ (۲۰۲۲)           |
| لی من               | نایب‌قهرمان لیگ برتر هنگ‌کنگ ۲۳–۲۰۲۲                                                | ۱                  |
| هنگ کنگ رنجرز       | مقام سوم لیگ برتر هنگ‌کنگ ۲۳–۲۰۲۲ [Note HKG]                                       | ۱                  |
| هایفونگ             | نایب‌قهرمان وی‌لیگ ۱ ۲۰۲۲ [Note VIE]                                                | ۱                  |
| بالی یونایتد        | برنده پلی‌آف اضافی بین قهرمان لیگ ۱ اندونزی ۲۲–۲۰۲۱ و قهرمان لیگ ۱ اندونزی ۲۳–۲۰۲۲ | ۳ (۲۰۲۰)           |

1. ^ ازبکستان (UZB): نسف قرشی، برنده جام حذفی ازبکستان ۲۰۲۲ قبلاً مستقیماً به مرحله گروهی راه یافته بود. بدین ترتیب تیم چهارم، یعنی آلمالیق به مرحله پلی‌آف راه یافت.
2. ^ کره جنوبی (KOR): چونبوک هیوندای موتورز قبلاً به عنوان نایب قهرمان کی لیگ ۱ ۲۰۲۲ به مرحله گروهی راه پیدا کرده بود در حالی که قهرمان جام حذفی ۲۰۲۲ هم شده بود. بدین ترتیب، پوهانگ استیلرز که مقام سوم را کسب کرد، مستقیماً به مرحله گروهی راه یافت، در حالی که تیم چهارم، یعنی اینچئون یونایتد راهی مرحله پلی‌آف شد.
3. ^ ژاپن (JPN): اوراوا رد دایموندز به دلیل قهرمانی در لیگ قهرمانان آسیا ۲۰۲۲ به مرحله پلی‌آف راه یافته بود و بدین ترتیب سهمیه آنها به تیم سوم جی لیگ ۱ ۲۰۲۲ یعنی سانفریس هیروشیما رسید.
4. ^ سنگاپور (SIN): آلبیرکس نیگاتا، قهرمان لیگ برتر سنگاپور ۲۰۲۲ یک تیم از ژاپن است و بنابراین نمی‌تواند نماینده سنگاپور در مسابقات باشگاهی AFC باشد. در نتیجه، لیون سیتی سیلورز، نایب قهرمان لیگ برتر سنگاپور، به لیگ قهرمانان راه یافت.
5. ^ تایلند (THA): با توجه به تغییر تاریخ مسابقات به فرمت پاییز-بهار، لیگ تایلند تصمیم گرفت که سهمیه ۲+۲ خود را تقسیم کند تا در دو فصل سهمیه ۱+۱ بگیرد. این یعنی فقط قهرمان لیگ برتر تایلند ۲۲–۲۰۲۱ و قهرمان لیگ برتر تایلند ۲۳–۲۰۲۲ مستقیماً به مرحله گروهی راه پیدا می‌کنند، در حالی که قهرمان جام حذفی تایلند ۲۲–۲۰۲۱ و قهرمان جام حذفی تایلند ۲۳–۲۰۲۲ برای پلی‌آف واجد شرایط خواهند بود. از آنجایی که قهرمان لیگ برتر تایلند ۲۲–۲۰۲۱، بوریرام یونایتد، قهرمان جام حذفی تایلند ۲۲–۲۰۲۱ هم شد، سهمیه دوم به نایب قهرمان لیگ، یعنی بی جی پاتوم یونایتد رسید. از آنجایی که آنها هر دو قهرمان لیگ برتر تایلند ۲۳–۲۰۲۲ و جام حذفی تایلند ۲۳–۲۰۲۲ هم شدند، سهمیه این دو تیم به نایب قهرمان لیگ آن فصل، یعنی بانکوک یونایتد و تیم سوم لیگ، یعنی پورت اف‌سی می‌رسد.[۱۰]
6. ^ استرالیا (AUS): با توجه به تغییر تاریخ مسابقات به فرمت پاییز-بهار، لیگ‌های حرفه‌ای استرالیا روند انتخابی تیم‌ها را تغییر دادند، به طوری که هر تیم از ای-لیگ باید در فصل ای-لیگ ۲۲–۲۰۲۱ و ۲۳–۲۰۲۲ در مجموع بیشترین امتیاز را در هر دو فصل به خود اختصاص دهند. از آنجایی که ملبورن سیتی در هر دو فصل تیم برتر بود، به عنوان تیم اول ای-لیگ ۲۲–۲۰۲۱ به مسابقات راه یافت.
7. ^ هنگ کنگ (HKG): کیتچی به عنوان قهرمان لیگ برتر هنگ کنگ ۲۳–۲۰۲۲ به مرحله گروهی راه یافته بود و همزمان قهرمان جام حذفی هنگ کنگ ۲۳–۲۰۲۲ هم شد، بنابراین تیم سوم لیگ، یعنی هنگ کنگ رنجرز به مرحله پلی‌آف راه یافت.
8. ^ ویتنام (VIE): باشگاه فوتبال هانوی که به عنوان قهرمان لیگ راهی مرحله گروهی شده بود، قهرمان جام حذفی ویتنام ۲۰۲۲ هم شد تا نایب قهرمان لیگ، یعنی هایفونگ راهی مرحله پلی‌آف شود.

## مرحله مقدماتی

### مرحله ابتدایی
| تیم ۱       | نتیجه | تیم ۲           |
| ----------- | ----- | --------------- |
| شباب الاهلی | ۰–۳   | الوحدات         |
| الشارجه     | ۲–۰   | باشوندارا کینگز |
| آلمالیق     | ۱–۰   | السیب           |

| تیم ۱         | نتیجه | تیم ۲        |
| ------------- | ----- | ------------ |
| هنگ کنگ رنجرز | ۱–۴   | هایفونگ      |
| لی من         | ۵–۱   | بالی یونایتد |

### مرحله حذفی
| تیم ۱   | نتیجه | تیم ۲         |
| ------- | ----- | ------------- |
| النصر   | ۴–۲   | شباب الاهلی   |
| تراکتور | ۱–۳   | الشارجه       |
| العربی  | ۰–۱   | آلمالیق       |
| الوکره  | ۰–۱   | نوبهار نمنگان |

| تیم ۱              | نتیجه | تیم ۲               |
| ------------------ | ----- | ------------------- |
| اینچئون یونایتد    | ۳–۱   | هایفونگ             |
| اوراوا رد دایموندز | ۳–۰   | لی من               |
| هانگژو گرین‌تاون    | ۱–۰   | پورت اف‌سی           |
| شانگهای پورت       | ۲–۳   | بی جی پاتوم یونایتد |

## مرحله گروهی
گروه A
| رتبه | تیم      | بازی | برد | مساوی | باخت | گل زده | گل خورده | گل تفاضل | امتیاز | صلاحیت               |     | AIN | FEI | PAK | AHA |
| ---- | -------- | ---- | --- | ----- | ---- | ------ | -------- | -------- | ------ | -------------------- | --- | --- | --- | --- | --- |
| ۱    | العین    | ۶    | ۵   | ۰     | ۱    | ۱۷     | ۹        | ۸+       | ۱۵     | صعود به یک‌هشتم نهایی |     | —   | ۴–۱ | ۱–۳ | ۴–۲ |
| ۲    | الفیحا   | ۶    | ۳   | ۰     | ۳    | ۱۲     | ۱۰       | ۲+       | ۹      | صعود به یک‌هشتم نهایی |     | ۲–۳ | —   | ۲–۰ | ۳–۱ |
| ۳    | پاختاکور | ۶    | ۲   | ۱     | ۳    | ۸      | ۱۱       | ۳−       | ۷      |                      |     | ۰–۳ | ۱–۳ | —   | ۳–۰ |
| ۴    | آخال     | ۶    | ۱   | ۱     | ۴    | ۶      | ۱۳       | ۷−       | ۴      |                      | ۱–۲ | ۱–۰ | ۱–۱ | —   |     |

گروه B
| رتبه | تیم     | بازی | برد | مساوی | باخت | گل زده | گل خورده | گل تفاضل | امتیاز | صلاحیت               |     | NAS | SAD | SHJ | FAI |
| ---- | ------- | ---- | --- | ----- | ---- | ------ | -------- | -------- | ------ | -------------------- | --- | --- | --- | --- | --- |
| ۱    | نسف     | ۶    | ۳   | ۲     | ۱    | ۱۰     | ۶        | ۴+       | ۱۱     | صعود به یک‌هشتم نهایی |     | —   | ۳–۱ | ۱–۱ | ۳–۱ |
| ۲    | السد    | ۶    | ۲   | ۲     | ۲    | ۱۱     | ۷        | ۴+       | ۸      |                      |     | ۲–۲ | —   | ۰–۰ | ۶–۰ |
| ۳    | الشارجه | ۶    | ۲   | ۲     | ۲    | ۴      | ۵        | ۱−       | ۸      |                      | ۱–۰ | ۰–۲ | —   | ۱–۰ |     |
| ۴    | الفیصلی | ۶    | ۲   | ۰     | ۴    | ۵      | ۱۲       | ۷−       | ۶      |                      | ۰–۱ | ۲–۰ | ۲–۱ | —   |     |

گروه C
| رتبه | تیم         | بازی | برد | مساوی | باخت | گل زده | گل خورده | گل تفاضل | امتیاز | صلاحیت               |     | ITH | SEP | QWJ | AGK |
| ---- | ----------- | ---- | --- | ----- | ---- | ------ | -------- | -------- | ------ | -------------------- | --- | --- | --- | --- | --- |
| ۱    | الاتحاد     | ۶    | ۵   | ۰     | ۱    | ۱۱     | ۴        | ۷+       | ۱۵     | صعود به یک‌هشتم نهایی |     | —   | ۲–۱ | ۱–۰ | ۳–۰ |
| ۲    | سپاهان      | ۶    | ۳   | ۱     | ۲    | ۱۶     | ۸        | ۸+       | ۱۰     | صعود به یک‌هشتم نهایی |     | ۰–۳ | —   | ۱–۰ | ۹–۰ |
| ۳    | نیروی هوایی | ۶    | ۳   | ۱     | ۲    | ۹      | ۷        | ۲+       | ۱۰     |                      |     | ۲–۰ | ۲–۲ | —   | ۳–۲ |
| ۴    | آلمالیق     | ۶    | ۰   | ۰     | ۶    | ۵      | ۲۲       | ۱۷−      | ۰      |                      | ۱–۲ | ۱–۳ | ۱–۲ | —   |     |

1. ↑  بعد از اینکه الاتحاد در اعتراض به حضور مجسمه قاسم سلیمانی زمین مسابقه را ترک کرد، این مسابقه لغو شد.[۱۱]

گروه D
| رتبه | تیم        | بازی | برد | مساوی | باخت | گل زده | گل خورده | گل تفاضل | امتیاز | صلاحیت               |     | HIL | NAV | NAS | MUM |
| ---- | ---------- | ---- | --- | ----- | ---- | ------ | -------- | -------- | ------ | -------------------- | --- | --- | --- | --- | --- |
| ۱    | الهلال     | ۶    | ۵   | ۱     | ۰    | ۱۶     | ۲        | ۱۴+      | ۱۶     | صعود به یک‌هشتم نهایی |     | —   | ۱–۱ | ۲–۱ | ۶–۰ |
| ۲    | نوبهار     | ۶    | ۴   | ۱     | ۱    | ۱۱     | ۶        | ۵+       | ۱۳     | صعود به یک‌هشتم نهایی |     | ۰–۲ | —   | ۲–۱ | ۳–۳ |
| ۳    | نساجی      | ۶    | ۲   | ۰     | ۴    | ۷      | ۱۰       | ۳−       | ۶      |                      |     | ۰–۳ | ۱–۳ | —   | ۲–۰ |
| ۴    | بمبئی سیتی | ۶    | ۰   | ۰     | ۶    | ۱      | ۱۷       | ۱۶−      | ۰      |                      | ۰–۲ | ۱–۲ | ۰–۲ | —   |     |

گروه E
| رتبه | تیم      | بازی | برد | مساوی | باخت | گل زده | گل خورده | گل تفاضل | امتیاز | صلاحیت               |     | NSR | PRS | DUH | IST |
| ---- | -------- | ---- | --- | ----- | ---- | ------ | -------- | -------- | ------ | -------------------- | --- | --- | --- | --- | --- |
| ۱    | النصر    | ۶    | ۴   | ۲     | ۰    | ۱۳     | ۷        | ۶+       | ۱۴     | صعود به یک‌هشتم نهایی |     | —   | ۰–۰ | ۴–۳ | ۳–۱ |
| ۲    | پرسپولیس | ۶    | ۲   | ۲     | ۲    | ۵      | ۵        | ۰        | ۸      |                      |     | ۰–۲ | —   | ۱–۲ | ۲–۰ |
| ۳    | الدحیل   | ۶    | ۲   | ۱     | ۳    | ۹      | ۹        | ۰        | ۷      |                      | ۳–۲ | ۰–۱ | —   | ۲–۰ |     |
| ۴    | استقلال  | ۶    | ۰   | ۳     | ۳    | ۳      | ۹        | ۶−       | ۳      |                      | ۱–۱ | ۱–۱ | ۰–۰ | —   |     |

گروه F
| رتبه | تیم            | بازی | برد | مساوی | باخت | گل زده | گل خورده | گل تفاضل | امتیاز | صلاحیت               |     | UTD | JBH | LCS | KIT |
| ---- | -------------- | ---- | --- | ----- | ---- | ------ | -------- | -------- | ------ | -------------------- | --- | --- | --- | --- | --- |
| ۱    | بانکوک یونایتد | ۶    | ۴   | ۱     | ۱    | ۱۱     | ۸        | ۳+       | ۱۳     | صعود به یک‌هشتم نهایی |     | —   | ۳–۲ | ۱–۰ | ۱–۱ |
| ۲    | چونبوک هیوندای | ۶    | ۴   | ۰     | ۲    | ۱۲     | ۹        | ۳+       | ۱۲     | صعود به یک‌هشتم نهایی |     | ۳-۲ | —   | ۳–۰ | ۲–۱ |
| ۳    | لیون سیتی      | ۶    | ۲   | ۰     | ۴    | ۵      | ۹        | ۴−       | ۶      |                      |     | ۱–۲ | ۲–۰ | —   | ۰-۲ |
| ۴    | کیتچی          | ۶    | ۱   | ۱     | ۴    | ۷      | ۹        | ۲−       | ۴      |                      | ۱–۲ | ۰–۲ | ۱–۲ | —   |     |

گروه G
| رتبه | تیم              | بازی | برد | مساوی | باخت | گل زده | گل خورده | گل تفاضل | امتیاز | صلاحیت               |     | FMA | SHT | ICN | KAY |
| ---- | ---------------- | ---- | --- | ----- | ---- | ------ | -------- | -------- | ------ | -------------------- | --- | --- | --- | --- | --- |
| ۱    | یوکوهاما مارینوس | ۶    | ۴   | ۰     | ۲    | ۱۲     | ۷        | ۵+       | ۱۲     | صعود به یک‌هشتم نهایی |     | —   | ۳-۰ | ۲–۴ | ۳–۰ |
| ۲    | شاندونگ تایشان   | ۶    | ۴   | ۰     | ۲    | ۱۴     | ۷        | ۷+       | ۱۲     | صعود به یک‌هشتم نهایی |     | ۰–۱ | —   | ۳–۱ | ۶–۱ |
| ۳    | اینچئون یونایتد  | ۶    | ۴   | ۰     | ۲    | ۱۴     | ۹        | ۵+       | ۱۲     |                      |     | ۲–۱ | ۰–۲ | —   | ۴–۰ |
| ۴    | کایا ایلویلو     | ۶    | ۰   | ۰     | ۶    | ۴      | ۲۱       | ۱۷−      | ۰      |                      | ۱–۲ | ۱–۳ | ۱-۳ | —   |     |

1. 1 2  امتیازات رودررو: یوکوهاما اف مارینوس: ۳، شاندونگ تایشان: ۰.

گروه H
| رتبه | تیم             | بازی | برد | مساوی | باخت | گل زده | گل خورده | گل تفاضل | امتیاز | صلاحیت               |     | VEN | MCY | ZHP | BUR |
| ---- | --------------- | ---- | --- | ----- | ---- | ------ | -------- | -------- | ------ | -------------------- | --- | --- | --- | --- | --- |
| ۱    | ونتفورت کوفو    | ۶    | ۳   | ۲     | ۱    | ۱۱     | ۸        | ۳+       | ۱۱     | صعود به یک‌هشتم نهایی |     | —   | ۳–۳ | ۴–۱ | ۱–۰ |
| ۲    | ملبورن سیتی     | ۶    | ۲   | ۳     | ۱    | ۸      | ۶        | ۲+       | ۹      |                      |     | ۰–۰ | —   | ۱-۱ | ۰–۱ |
| ۳    | ژجیانگ          | ۶    | ۲   | ۱     | ۳    | ۹      | ۱۳       | ۴−       | ۷      |                      | ۲–۰ | ۱–۲ | —   | ۳–۲ |     |
| ۴    | بوریرام یونایتد | ۶    | ۲   | ۰     | ۴    | ۹      | ۱۰       | ۱−       | ۶      |                      | ۲-۳ | ۰–۲ | ۴–۱ | —   |     |

گروه I
| رتبه | تیم              | بازی | برد | مساوی | باخت | گل زده | گل خورده | گل تفاضل | امتیاز | صلاحیت               |     | KWF | UHD | JDT | BGP |
| ---- | ---------------- | ---- | --- | ----- | ---- | ------ | -------- | -------- | ------ | -------------------- | --- | --- | --- | --- | --- |
| ۱    | کاوازاکی فرونتال | ۶    | ۵   | ۱     | ۰    | ۱۷     | ۶        | ۱۱+      | ۱۶     | صعود به یک‌هشتم نهایی |     | —   | ۱–۰ | ۵–۰ | ۳–۲ |
| ۲    | اولسان هیوندای   | ۶    | ۳   | ۱     | ۲    | ۱۲     | ۸        | ۴+       | ۱۰     | صعود به یک‌هشتم نهایی |     | ۲-۲ | —   | ۳–۱ | ۳–۱ |
| ۳    | دارالتعظیم       | ۶    | ۳   | ۰     | ۳    | ۱۱     | ۱۳       | ۲−       | ۹      |                      |     | ۰–۱ | ۲–۱ | —   | ۴-۱ |
| ۴    | پاتوم یونایتد    | ۶    | ۰   | ۰     | ۶    | ۹      | ۲۲       | ۱۳−      | ۰      |                      | ۲–۴ | ۱–۳ | ۲–۴ | —   |     |

گروه J
| رتبه | تیم            | بازی | برد | مساوی | باخت | گل زده | گل خورده | گل تفاضل | امتیاز | صلاحیت               |     | POH | RED | HAN | WTT |
| ---- | -------------- | ---- | --- | ----- | ---- | ------ | -------- | -------- | ------ | -------------------- | --- | --- | --- | --- | --- |
| ۱    | پوهانگ استیلرز | ۶    | ۵   | ۱     | ۰    | ۱۴     | ۵        | ۹+       | ۱۶     | صعود به یک‌هشتم نهایی |     | —   | ۲–۱ | ۲–۰ | ۳–۱ |
| ۲    | رد دایموندز    | ۶    | ۲   | ۱     | ۳    | ۱۲     | ۹        | ۳+       | ۷      |                      |     | ۰–۲ | —   | ۶–۰ | ۲–۱ |
| ۳    | هانوی          | ۶    | ۲   | ۰     | ۴    | ۷      | ۱۶       | ۹−       | ۶      |                      | ۲–۴ | ۲–۱ | —   | ۲–۱ |     |
| ۴    | تری تاونز      | ۶    | ۱   | ۲     | ۳    | ۸      | ۱۱       | ۳−       | ۵      |                      | ۱–۱ | ۲–۲ | ۲–۱ | —   |     |

رده‌بندی تیم‌های دوم (منطقه غرب)
| رتبه | گروه | تیم           | بازی | برد | مساوی | باخت | گل زده | گل خورده | گل تفاضل | امتیاز | صلاحیت       |
| ---- | ---- | ------------- | ---- | --- | ----- | ---- | ------ | -------- | -------- | ------ | ------------ |
| ۱    | D    | نوبهار نمنگان | ۶    | ۴   | ۱     | ۱    | ۱۱     | ۶        | ۵+       | ۱۳     | یک‌هشتم نهایی |
| ۲    | C    | سپاهان        | ۶    | ۳   | ۱     | ۲    | ۱۶     | ۸        | ۸+       | ۱۰     | یک‌هشتم نهایی |
| ۳    | A    | الفیحا        | ۶    | ۳   | ۰     | ۳    | ۱۲     | ۱۰       | ۲+       | ۹      | یک‌هشتم نهایی |
| ۴    | B    | السد          | ۶    | ۲   | ۲     | ۲    | ۱۱     | ۷        | ۴+       | ۸      |              |
| ۵    | E    | پرسپولیس      | ۶    | ۲   | ۲     | ۲    | ۵      | ۵        | ۰        | ۸      |              |

رده‌بندی تیم‌های دوم (منطقه شرق)
| رتبه | گروه | تیم            | بازی | برد | مساوی | باخت | گل زده | گل خورده | گل تفاضل | امتیاز | صلاحیت       |
| ---- | ---- | -------------- | ---- | --- | ----- | ---- | ------ | -------- | -------- | ------ | ------------ |
| ۱    | G    | شاندونگ تایشان | ۶    | ۴   | ۰     | ۲    | ۱۴     | ۷        | ۷+       | ۱۲     | یک‌هشتم نهایی |
| ۲    | F    | چونبوک هیوندای | ۶    | ۴   | ۰     | ۲    | ۱۲     | ۹        | ۳+       | ۱۲     | یک‌هشتم نهایی |
| ۳    | I    | اولسان هیوندای | ۶    | ۳   | ۱     | ۲    | ۱۲     | ۸        | ۴+       | ۱۰     | یک‌هشتم نهایی |
| ۴    | H    | ملبورن سیتی    | ۶    | ۲   | ۳     | ۱    | ۸      | ۶        | ۲+       | ۹      |              |
| ۵    | J    | رد دایموندز    | ۶    | ۲   | ۱     | ۳    | ۱۲     | ۹        | ۳+       | ۷      |              |

## مرحله حذفی
|  | یک هشتم نهایی  | یک هشتم نهایی | یک هشتم نهایی | یک هشتم نهایی |   |              | یک چهارم نهایی | یک چهارم نهایی | یک چهارم نهایی | یک چهارم نهایی |  |  | نیمه نهایی | نیمه نهایی | نیمه نهایی | نیمه نهایی |  |  | فینال | فینال | فینال | فینال |  |
|  |                |               |               |               |   |              |                |                |                |                |  |  |            |            |            |            |  |  |       |       |       |       |  |
|  | جنبوک موتورز   | ۲             | ۱             | ۳             |   |              |                |                |                |                |  |  |            |            |            |            |  |  |       |       |       |       |  |
|  | جنبوک موتورز   | ۲             | ۱             | ۳             |   |              |                |                |                |                |  |  |            |            |            |            |  |  |       |       |       |       |  |
|  | پوهانگ         | ۰             | ۱             | ۱             |   |              |                |                |                |                |  |  |            |            |            |            |  |  |       |       |       |       |  |
|  | پوهانگ         | ۰             | ۱             | ۱             |   | جنبوک موتورز | ۱              | ۰              | ۱              |                |  |  |            |            |            |            |  |  |       |       |       |       |  |
|  |                |               |               |               |   | جنبوک موتورز | ۱              | ۰              | ۱              |                |  |  |            |            |            |            |  |  |       |       |       |       |  |
|  |                |               | اولسان        | ۱             | ۱ | ۲            |                |                |                |                |  |  |            |            |            |            |  |  |       |       |       |       |  |
|  | اولسان         | ۳             | اولسان        | ۱             | ۱ | ۲            | ۲              | ۵              |                |                |  |  |            |            |            |            |  |  |       |       |       |       |  |
|  | اولسان         | ۳             |               |               |   |              |                |                |                |                |  |  |            |            |            |            |  |  |       |       |       |       |  |
|  | ونتفورت کوفو   | ۰             | ۱             | ۱             |   |              |                |                |                |                |  |  |            |            |            |            |  |  |       |       |       |       |  |
|  | ونتفورت کوفو   | ۰             | ۱             | ۱             |   | اولسان       | 1              | ۲              | ۳ (۴)          |                |  |  |            |            |            |            |  |  |       |       |       |       |  |
|  |                |               |               |               |   |              |                |                |                |                |  |  |            |            |            |            |  |  |       |       |       |       |  |
|  |                |               | یوکوهاما (پ)  | ۰             | ۳ | ۳ (۵)        |                |                |                |                |  |  |            |            |            |            |  |  |       |       |       |       |  |
|  | شاندونگ        | ۲             | یوکوهاما (پ)  | ۰             | ۳ | ۳ (۵)        | ۴              | ۶              |                |                |  |  |            |            |            |            |  |  |       |       |       |       |  |
|  | شاندونگ        | ۲             |               |               |   |              |                |                |                |                |  |  |            |            |            |            |  |  |       |       |       |       |  |
|  | کاوازاکی       | ۳             | ۲             | ۵             |   |              |                |                |                |                |  |  |            |            |            |            |  |  |       |       |       |       |  |
|  | کاوازاکی       | ۳             | ۲             | ۵             |   | شاندونگ      | ۱              | ۰              | ۱              |                |  |  |            |            |            |            |  |  |       |       |       |       |  |
|  |                |               |               |               |   | شاندونگ      | ۱              | ۰              | ۱              |                |  |  |            |            |            |            |  |  |       |       |       |       |  |
|  |                |               | یوکوهاما      | ۲             | ۱ | ۳            |                |                |                |                |  |  |            |            |            |            |  |  |       |       |       |       |  |
|  | یوکوهاما       | ۲             | یوکوهاما      | ۲             | ۱ | ۳            | ۱              | ۳              |                |                |  |  |            |            |            |            |  |  |       |       |       |       |  |
|  | یوکوهاما       | ۲             |               |               |   |              |                |                |                |                |  |  |            |            |            |            |  |  |       |       |       |       |  |
|  | بانکوک یونایتد | ۲             | ۰             | ۲             |   |              |                |                |                |                |  |  |            |            |            |            |  |  |       |       |       |       |  |
|  | بانکوک یونایتد | ۲             | ۰             | ۲             |   | یوکوهاما     | ۲              | ۱              | ۳              |                |  |  |            |            |            |            |  |  |       |       |       |       |  |
|  |                |               |               |               |   |              |                |                |                |                |  |  |            |            |            |            |  |  |       |       |       |       |  |
|  |                |               | العین         | ۱             | ۵ | ۶            |                |                |                |                |  |  |            |            |            |            |  |  |       |       |       |       |  |
|  | العین          | ۰             | العین         | ۱             | ۵ | ۶            | ۲              | ۲              |                |                |  |  |            |            |            |            |  |  |       |       |       |       |  |
|  | العین          | ۰             |               |               |   |              |                |                |                |                |  |  |            |            |            |            |  |  |       |       |       |       |  |
|  | نسف قارشی      | ۰             | ۱             | ۱             |   |              |                |                |                |                |  |  |            |            |            |            |  |  |       |       |       |       |  |
|  | نسف قارشی      | ۰             | ۱             | ۱             |   | العین (پ)    | ۱              | ۳              | ۴ (۳)          |                |  |  |            |            |            |            |  |  |       |       |       |       |  |
|  |                |               |               |               |   | العین (پ)    | ۱              | ۳              | ۴ (۳)          |                |  |  |            |            |            |            |  |  |       |       |       |       |  |
|  |                |               | النصر         | ۰             | ۴ | ۴ (۱)        |                |                |                |                |  |  |            |            |            |            |  |  |       |       |       |       |  |
|  | النصر          | ۱             | النصر         | ۰             | ۴ | ۴ (۱)        | ۲              | ۳              |                |                |  |  |            |            |            |            |  |  |       |       |       |       |  |
|  | النصر          | ۱             |               |               |   |              |                |                |                |                |  |  |            |            |            |            |  |  |       |       |       |       |  |
|  | الفیحا         | ۰             | ۰             | ۰             |   |              |                |                |                |                |  |  |            |            |            |            |  |  |       |       |       |       |  |
|  | الفیحا         | ۰             | ۰             | ۰             |   | العین        | ۴              | ۱              | ۵              |                |  |  |            |            |            |            |  |  |       |       |       |       |  |
|  |                |               |               |               |   |              |                |                |                |                |  |  |            |            |            |            |  |  |       |       |       |       |  |
|  |                |               | الهلال        | ۲             | ۲ | ۴            |                |                |                |                |  |  |            |            |            |            |  |  |       |       |       |       |  |
|  | الهلال         | ۳             | الهلال        | ۲             | ۲ | ۴            | ۳              | ۶              |                |                |  |  |            |            |            |            |  |  |       |       |       |       |  |
|  | الهلال         | ۳             |               |               |   |              |                |                |                |                |  |  |            |            |            |            |  |  |       |       |       |       |  |
|  | سپاهان         | ۱             | ۱             | ۲             |   |              |                |                |                |                |  |  |            |            |            |            |  |  |       |       |       |       |  |
|  | سپاهان         | ۱             | ۱             | ۲             |   | الهلال       | ۲              | ۲              | ۴              |                |  |  |            |            |            |            |  |  |       |       |       |       |  |
|  |                |               |               |               |   | الهلال       | ۲              | ۲              | ۴              |                |  |  |            |            |            |            |  |  |       |       |       |       |  |
|  |                |               | الاتحاد       | ۰             | ۰ | ۰            |                |                |                |                |  |  |            |            |            |            |  |  |       |       |       |       |  |
|  | الاتحاد        | ۰             | الاتحاد       | ۰             | ۰ | ۰            | ۲              | ۲              |                |                |  |  |            |            |            |            |  |  |       |       |       |       |  |
|  | الاتحاد        | ۰             |               |               |   |              |                |                |                |                |  |  |            |            |            |            |  |  |       |       |       |       |  |
|  | نوبهار نمنگان  | ۰             | ۱             | ۱             |   |              |                |                |                |                |  |  |            |            |            |            |  |  |       |       |       |       |  |

### یک‌هشتم نهایی

#### منطقه غرب آسیا
تیم‌ها به‌صورت دو بازی خانگی و خارج از خانه بازی خواهند کرد.
| تیم ۱  | نتیجه نهایی | تیم ۲   | بازی رفت | بازی برگشت |
| ------ | ----------- | ------- | -------- | ---------- |
| نسف    | ۲-۱         | العین   | 0-0      | 2-1        |
| الفیحا | ۱-۰         | النصر   | 1-0      | 2-0        |
| سپاهان | ۶-۲         | الهلال  | 3-1      | 3-1        |
| نوبهار | ۲-۱         | الاتحاد | 0-0      | 2-1        |

#### منطقه شرق آسیا
| تیم ۱          | نتیجه نهایی | تیم ۲            | بازی رفت | بازی برگشت |
| -------------- | ----------- | ---------------- | -------- | ---------- |
| چونبوک موتورز  | ۱-۳         | پوهانگ استیلرز   | 0-2      | 1-1        |
| اولسان هیوندای | ۱-۵         | ونتفورت کوفو     | 0-3      | 1-2        |
| شاندونگ تایشان | ۵-۶         | کاوازاکی فرونتال | 3-2      | 2-4        |
| بانکوک یونایتد | ۳-۲         | یوکوهاما مارینوس | 2-2      | 1-0        |

### یک چهارم نهایی
| تیم ۱          | نتیجه نهایی | تیم ۲            | بازی رفت | بازی برگشت |
| -------------- | ----------- | ---------------- | -------- | ---------- |
| العین          | (۳) ۴–۴ (۱) | النصر            | 0-1      | 4-3        |
| الهلال         | ۰-۴         | الاتحاد          | 0-2      | 0-2        |
| چونبوک موتورز  | ۲-۱         | اولسان هیوندای   | 1-1      | 1-0        |
| شاندونگ تایشان | ۳-۱         | یوکوهاما مارینوس | 2-1      | 1-0        |

### نیمه نهایی
| تیم ۱          | نتیجه نهایی | تیم ۲            | بازی رفت | بازی برگشت |
| -------------- | ----------- | ---------------- | -------- | ---------- |
| العین          | ۵–۴         | الهلال           | ۴_۲      | ۱_۲        |
| اولسان هیوندای | ۳-۳         | یوکوهاما مارینوس | ۱_۰      | ۲_۳        |

### فینالفینال لیگ قهرمانان آسیا ۲۰۲۳
| تیم ۱            | نتیجه نهایی | تیم ۲ | بازی رفت | بازی برگشت |
| ---------------- | ----------- | ----- | -------- | ---------- |
| یوکوهاما مارینوس | ۳_۶         | العین | ۲_۱      | ۱_۵        |

## قهرمان
| قهرمان لیگ قهرمانان آسیا ۲۴_۲۰۲۳ |
| -------------------------------- |
| العین                            |
| دومین قهرمانی                    |